# Albert Nürnberger
Pour les articles homonymes, voir Nürnberger.
 (mars 2021).
La mise en forme du texte ne suit pas les recommandations de Wikipédia : il faut le « wikifier ».
Les points d'amélioration suivants sont les cas les plus fréquents :
- Les titres sont pré-formatés par le logiciel. Ils ne sont ni en capitales, ni en gras.
- Le texte ne doit pas être écrit en capitales (les noms de famille non plus), ni en gras, ni en italique, ni en « petit »…
- Le gras n'est utilisé que pour surligner le titre de l'article dans l'introduction, une seule fois.
- L'italique est rarement utilisé : mots en langue étrangère, titres d'œuvres, noms de bateaux, etc.
- Les citations ne sont pas en italique mais en corps de texte normal. Elles sont entourées par des guillemets français : « et ».
- Les listes à puces sont à éviter, des paragraphes rédigés étant largement préférés. Les tableaux sont à réserver à la présentation de données structurées (résultats, etc.).
- Les appels de note de bas de page (petits chiffres en exposant, introduits par l'outil «  Source ») sont à placer entre la fin de phrase et le point final[comme ça].
- Les liens internes (vers d'autres articles de Wikipédia) sont à choisir avec parcimonie. Créez des liens vers des articles approfondissant le sujet. Les termes génériques sans rapport avec le sujet sont à éviter, ainsi que les répétitions de liens vers un même terme.
- Les liens externes sont à placer uniquement dans une section « Liens externes », à la fin de l'article. Ces liens sont à choisir avec parcimonie suivant les règles définies. Si un lien sert de source à l'article, son insertion dans le texte est à faire par les notes de bas de page.
- La présentation des références doit suivre les conventions bibliographiques. Il est recommandé d'utiliser les modèles {{Ouvrage}}, {{Chapitre}}, {{Article}}, {{Lien web}} et/ou {{Bibliographie}}. Le mode d'édition visuel peut mettre en forme automatiquement les références.
- Insérer une infobox (cadre d'informations à droite) n'est pas obligatoire pour parachever la mise en page.

Pour une aide détaillée, merci de consulter Aide:Wikification.
Si vous pensez que ces points ont été résolus, vous pouvez retirer ce bandeau et améliorer la mise en forme d'un autre article.
Franz Albert II Nürnberger (1854-1931) est considéré comme l'un des plus grands archetiers allemands.

## Biographie
Il a été formé à l'archèterie par son père Franz Albert I (1826-1894), fils de Karl Gottlieb, à Markneukirchen. Albert Nürnberger (Jr.) créa sa propre boutique vers 1880.
Il forma son fils, Carl Albert (1885-1971), qui a également utilisé sa marque. Malheureusement, les derniers ateliers d'archèterie ont également utilisé la même marque.

## Popularité
Avant la Première Guerre mondiale (et après aussi, jusqu'à la mort d'Albert II en 1931), Nürnberger et son concurrent WEHill & Sons étaient considérés comme les meilleurs archetiers au monde.
Ses archets sont très recherchés. Les archets originaux « Albert Nürnberger » fabriqués avant 1931, plus rares, sont d'un niveau supérieur et d'un prix très élevé.
Il est connu pour avoir exporté des archets aux États-Unis, où la boutique Wurlitzer le représentait comme « le plus grand fabricant d'archets moderne » (vers 1912).
Eugène Ysaÿe, Jan Kubelík, Fritz Kreisler et plus tard David Oïstrakh ont utilisé ces archets et les ont considérés comme égaux aux archets des anciens maîtres. « Bien sûr, ils avaient tous plus d'un bon archet dans leurs collections » (Gennady Filimonov, 2007).